# Четырёхочковая атака

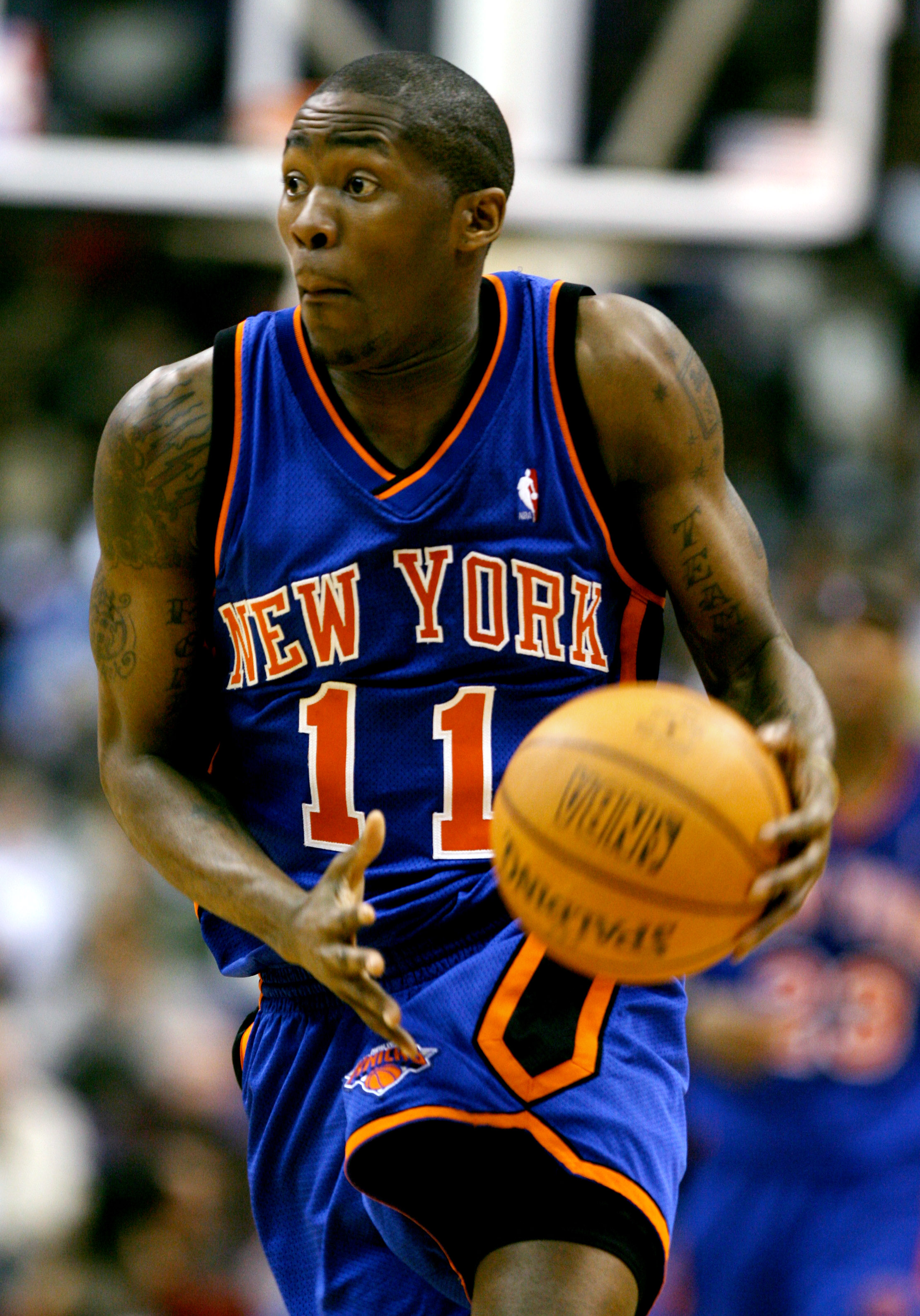
Джамал Кроуфорд, рекордсмен НБА по четырёхочковым атакам (55)

Четырёхочковая атака или четырёхочковая игра (англ. four-point play) — ситуация в баскетболе, когда игрок атаки успешно реализует трёхочковый бросок, становится жертвой нарушения правил противником и реализует один штрафной бросок, зарабатывая за один раз четыре очка. В случае успешной четырёхочковой атаки команде присуждаются сразу 4 очка в рамках одного периода владения мячом. Также к четырёхочковой атаке приравнивается аналогичный двухочковый бросок с двумя реализованными штрафными бросками.
Правило впервые ввела Американская баскетбольная лига, после чего приняла Американская баскетбольная ассоциация в первом же сезоне. Аналогичное правило было утверждено в НБА в 1979 году, ФИБА — в 1984 году, NCAA в 1986 и 1987 годах (для мужчин и женщин соответственно), в средних школах и колледжах правило действует с 1987 года, в Женской НБА — с 1997 года.
Первым, кто провёл четырёхочковую атаку, стал Сэм Смит из «Чикаго Буллз» в поединке 21 октября 1979 года против «Милуоки Бакс». По состоянию на 18 ноября 2016 года рекордсменом по подобным атакам является Джамал Кроуфорд с 55 успешными четырёхочковыми атаками в регулярном сезоне (60 с учётом плей-офф).